# 高須清

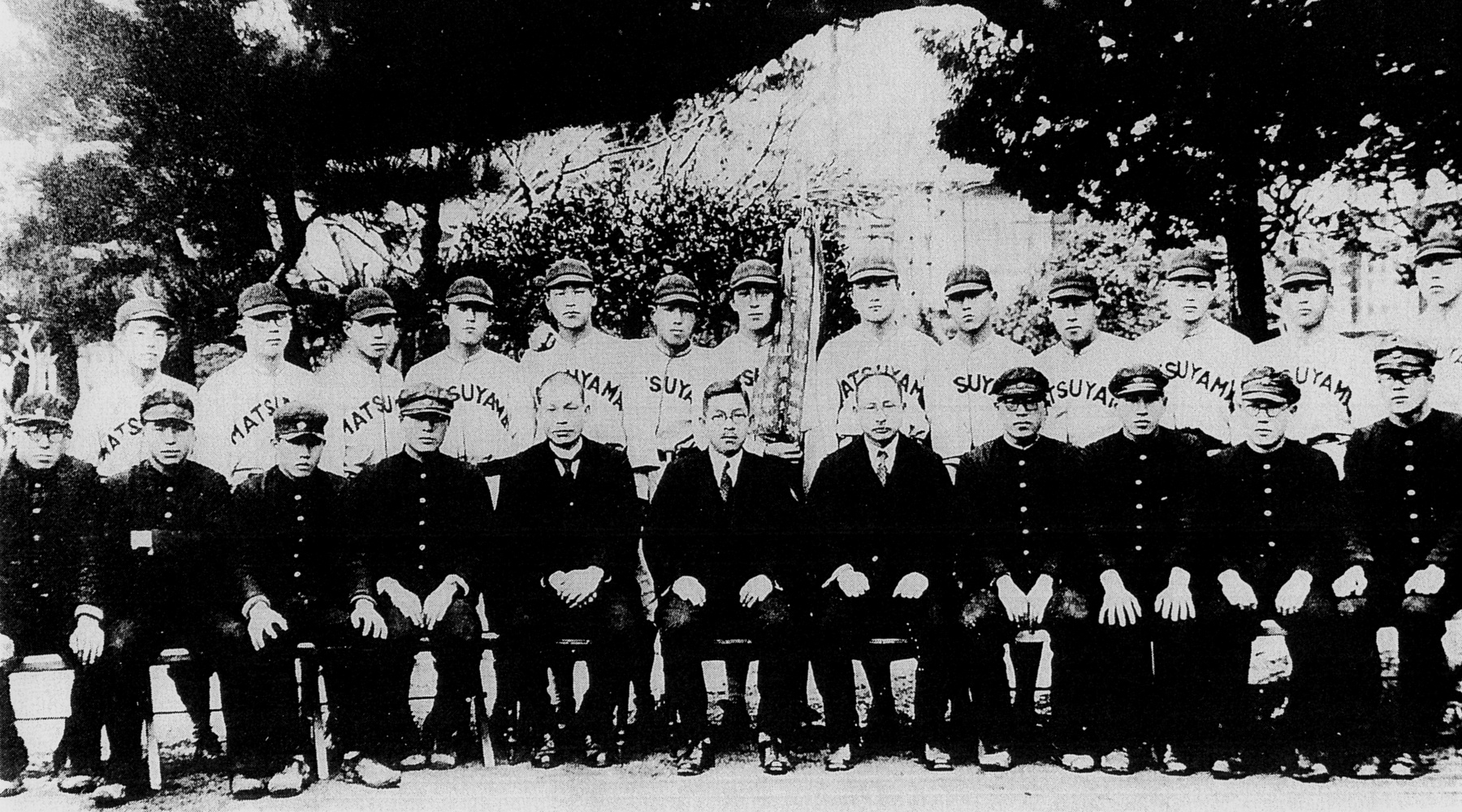
1931年の松山商業学校野球部
（後列左から6人目が高須清）

高須 清（たかす きよし、1914年4月28日 - 没年不明）は、愛媛県出身のプロ野球選手（二塁手、三塁手、遊撃手、外野手）。

## 来歴・人物
愛媛県立松山商業学校（現・愛媛県立松山商業高等学校）在学中に、甲子園には4回（内訳は春2回〈1930年，1931年〉、夏2回〈1930年，1931年〉）出場。1930年春の大会では遊撃手としてチームの準優勝に貢献した。当時のチームメイトに、景浦將（のち阪神）、寺内一隆（のちイーグルスでチームメイトになる）、三森秀夫（のち巨人）がいる。
俊足の持ち主であり、その足を活かした三塁打が多かったことから、地元の愛媛では『高須の三塁打』という歌が作られたほどの人気選手であった。
松山商業卒業後の1933年、早稲田大学に進学。入学してすぐに遊撃手のレギュラーの座を掴んだ。1933年10月22日の早慶戦では、8回に慶大の岡泰蔵選手の二盗判定を巡って、塁審のセーフの判定に猛抗議してアウトに覆させた。これに対して慶大の三塁ベースコーチだった水原茂が塁審に詰め寄り猛抗議を展開し、有名なリンゴ事件の原因を作った選手となった。早大では5年間に渡ってレギュラーとして活躍し、1935年春季シーズンでは打率.447で首位打者を獲得し、早大では主将も務めた。リーグ通算で65打点をマークし、これは戦前の試合数の少なかった時期にプレーした選手中、1位の記録（通算でも10位タイの高順位・2014年現在）である。早大卒業後、当時日本最大手のビールメーカーであった大日本麦酒に入社した。
1939年5月22日、イーグルスに入団。これには当時、大日本麦酒の社長だった高橋龍太郎がプロ野球球団のイーグルスのオーナーでもあった縁で、早大のスター選手だった高須の才能に惚れ込んで、大日本麦酒に籍を置きながらの出向扱いとして入団したと伝わっている。周囲の期待は大きく、職業野球選手の入団が取り上げられることが珍しかった当時、読売新聞が入団のニュースを報じた。さらに、入団間もない6月3日と6月4日に開催された新人東西対抗戦（職業野球東西対抗戦のルーキー版。1939年のみ行われ、現在ではほとんど伝わっていないため、大和球士によって「幻の東西対抗戦」と称されている）では、東軍の主将に抜擢された（この時、西軍の主将だったのが、後に南海で大監督となる鶴岡一人）。6月17日の大阪戦（後楽園球場）では、好投手・若林忠志から4打数4安打（初ホームランもこの試合で記録。二塁打が出れば、サイクルヒット達成だった）の大暴れだった。選球眼が良く、四球の数が三振を大幅に上回っていた。また、二塁・三塁・遊撃・外野を守ることが出来たユーティリティプレイヤーでもあった。しかし徐々に尻すぼみになり、終わってみれば打率.191、本塁打1本（先の6月17日の試合で放った物のみ）に留まり、同年限りでイーグルスを退団した。これについては、入団直後の鈴木惣太郎とのインタビューで、高須自身が職業野球に対して、真実のスポーツマンシップが欠けているとかいった甘い認識しか持っていなかった点も原因の一つである（尤も、当時の職業野球選手に対するイメージは、今のプロ野球選手よりも遙かに低かったこともあるが。
5年のブランクの後（大日本麦酒の社業に戻ったり、応召されたりしたこともある）、1946年に藤本定義監督に誘われる形で、パシフィックに入団して球界復帰を果たした。しかし、長いブランクは大きく、打率.145、ホームランなしに終わり、シーズン途中の8月末に現役引退した。なお、高須がパシフィックで付けていた背番号8は、白石敏男に引き継がれた。現役引退後の消息は、不明である。
早大で1年先輩だった小島利男（パシフィックでチームメイトだった）とは大変仲が良く、小島と一緒に、小倉みね子（本名：小島千鶴子、松竹歌劇団のスターだった。小島の恋人で後に妻となる）の楽屋に、よく遊びに行っていたと伝わっている。

## 詳細情報

### 年度別打撃成績
| 年 度     | 球 団        | 試 合 | 打 席 | 打 数 | 得 点 | 安 打 | 二 塁 打 | 三 塁 打 | 本 塁 打 | 塁 打 | 打 点 | 盗 塁 | 盗 塁 死 | 犠 打 | 犠 飛 | 四 球 | 敬 遠 | 死 球 | 三 振 | 併 殺 打 | 打 率 | 出 塁 率 | 長 打 率 | O P S |
| --------- | ------------ | ----- | ----- | ----- | ----- | ----- | -------- | -------- | -------- | ----- | ----- | ----- | -------- | ----- | ----- | ----- | ----- | ----- | ----- | -------- | ----- | -------- | -------- | ----- |
| 1939      | イーグルス   | 49    | 188   | 152   | 15    | 29    | 3        | 2        | 1        | 39    | 11    | 4     | --       | 0     | 1     | 34    | --    | 1     | 13    | --       | .191  | .340     | .257     | .597  |
| 1946      | パシフィック | 25    | 65    | 55    | 5     | 8     | 1        | 0        | 0        | 9     | 5     | 1     | 1        | 1     | --    | 9     | --    | 0     | 5     | --       | .145  | .266     | .164     | .430  |
| 通算：2年 | 通算：2年    | 74    | 253   | 207   | 20    | 37    | 4        | 2        | 1        | 48    | 16    | 5     | 1        | 1     | 1     | 43    | --    | 1     | 18    | --       | .179  | .321     | .232     | .553  |

### 背番号
- 9 （1939年）
- 8 （1946年）